# Gustaf Idman
Gustaf Idman (teljes nevén: Karl Gustaf Idman; Tampere, 1885. december 1. – Helsinki, 1961. április 13.) finn politikus, diplomata, Finnország külügyminisztere 1925-ben, és az első finn követ Magyarországon 1922 és 1927 között.

## Pályafutása
Apja, Gustaf Rudolf Idman közismert orvos, a Duodecim Finn Orvosi Társaság egyik alapítója, finn képviselő volt. Testvére Niilo Idman finn irodalmár, műfordító.
A Helsinki Egyetem jogi karán végzett 1914-ben, majd ott maradt tanítani az egyetemen 1917-ig, docensi címét pedig 1923-ban szerezte. A finn függetlenség elérésében is szerepe volt: egyike volt annak a három finnek, akik 1917. december 30-án Leninnél jártak delegációban, hogy Finnország függetlenségi nyilatkozatát jóváhagyassák az orosz forradalmi vezetőkkel.
1918-ban lépett külügyi szolgálatba, 1919-ben már Finnország koppenhágai követe lett. 1922-ben akkreditálták Magyarországon, június 18-án adta át megbízólevelét Horthy Miklósnak, majd visszautazott Dániába, a finn ügyeket a magyarországi konzulon, Saxlehner Ödönön (annak Andrássy úti irodáján) keresztül intézte. Idman konzervatív politikus volt, foglalkoztatta a fajelmélet, abban a tekintetben legalábbis mindenképpen, hogy a finneket és a magyarokat egy fajnak tartotta.
1925. március 31-én alakult Antti Tulenheimo ideiglenes hivatalnokkormánya, mely Idmant kérte fel a külügyminiszteri poszt betöltésére. Idman 1925. március 31-től az év utolsó napjáig, 1925. december 31-ig, mindössze 276 napig volt külügyminiszter, ezidő alatt követi feladatainak ellátása alól felmentették.
1926 első napjától ismét betöltötte dán követi tisztségét, és ekként magyarországi akkreditációját is. 1927. szeptember 14-én adta át visszahívólevelét. 1929-től Finnország bukaresti nagykövete lett, akkreditálva Lengyelországban és Csehszlovákiában. E tisztségeket 1938-ig töltötte be. 1939-től 1945-ig Finnország tokiói nagykövete volt, 1941-től akkreditálva Mandzsukuoban.
A második világháborút követően a párizsi békekonferencián mint nemzetközi jogi szakértő vett részt, 1949-től a Finska gummifabriks Ab från (Finn Gumigyár Kft.) igazgatótanácsának elnöke volt nyugdíjba vonulásáig.
A család tulajdonában van a Pyhäjärvi-tó melletti Hatanpään kastély. Idman jelentős összeget hagyott egy, az ő és apja nevét viselő, máig működő alapítványra (Lääkintöneuvos G.R.Idmanin ja ministeri K.G.Idmanin säätiö), mely Tampere diákjait támogatja anyagilag a tanulmányaik idején.

## Művei
- Maamme itsenäistymisen vuosilta - Muistelmia (1953)
- Diplomatminnen 1919-27 (1954)